# Tschadsee
Der Tschadsee ist ein abflussloser See in West-, Zentralafrika. Er liegt am Südrand der Sahara im Tschadbecken und ist aufgeteilt unter den Staaten Tschad, Kamerun, Nigeria und Niger. Zwei Dreiländerecke befinden sich im See: Kamerun-Tschad-Nigeria im südöstlichen Teil und Niger-Tschad-Nigeria im nordwestlichen Teil. Beide werden nicht mehr von der Wasserfläche des Sees bedeckt, die verbleibende Wasserfläche verteilt sich auf den Tschad und Kamerun.
In den Blickpunkt der Öffentlichkeit geriet der See in den letzten Jahrzehnten durch ein dramatisches Absinken des Wasserspiegels, wie die nebenstehenden Satellitenaufnahmen zeigen; seine Fläche schrumpfte seit 1963 um mehr als 90 %, was auch als eine Folge der globalen Erwärmung gesehen wird. Allerdings sind diese alten Berichte zum Schrumpfungsprozess in jüngerer Zeit von Wissenschaftlern kritisch hinterfragt und teils widerlegt worden.
Seit jeher hat der See veränderliche Uferlinien und Wasservolumen: Um 1450 trocknete zum Beispiel das südliche Seebecken des Sees aus, was auf einer Verlagerung seines Hauptzuflusses beruhte und zu einer Flutkatastrophe in den darauf folgenden Jahren führte. In der Kolonialzeit der Region berichteten Beamte, dass sie es von Jahr zu Jahr mit veränderlichen Uferlinien des Sees zu tun hätten. In einem Jahr konnten sie Gebiete des Seegrunds trockenen Fußes überqueren, im darauffolgenden Jahr mussten sie für dieselbe Strecke ein Boot benutzen. Das Seevolumen beträgt 6,3 km³.

## Geographie
Der Tschadsee ist einer der weltweit größten endorhëischen Frischwasserkörper, der durch seine Randlage zur Wüste Erg Kanem ein einzigartiges und weltweit bedeutendes Ökosystem entstehen lässt. Er wird durch seine historisch belegbaren unterschiedlichen Wasserstände der letzten eintausend Jahre als der große, normale und kleine Tschadsee bezeichnet.
- Vom großen Tschadsee spricht man, wenn die freie Wasseroberfläche über 24.000 km² bedeckt (Pegel über 284,2 Meter über dem Meeresspiegel).
- Der normale Tschadsee bedeckt eine Fläche von 18.000 bis 22.000 km² (Pegel 279 bis 282 Meter über dem Meeresspiegel).
- Vom kleinen Tschadsee spricht man, wenn die freie Wasserfläche zwischen 2000 und 14.000 km² liegt (Pegel dann unter 278,5 Meter über dem Meeresspiegel).[4]

Unter der Marke von 2000 km² weist der dann verbleibende Tschadsee die Charakteristiken eines sehr großen Feuchtgebietes auf.
Das Seebecken des normalen Tschadsees untergliedert sich in ein nördliches und ein südliches Becken, die durch die Altdünenzone der Great Barrier bzw. Grande Barrière getrennt sind, somit können hydrochemische Austauschvorgänge nur bei Wasserständen über 280 Meter stattfinden. Der vierte geographische Sektor des normalen Tschadsees wird als Archipelag bezeichnet, er liegt im Nordosten der östlichen Ausbuchtung des Sees. Das nördliche Seebecken weist eine Tiefe von sieben Metern auf, das südliche eine Tiefe von drei bis vier Metern. Im östlichen Teil des südlichen Seebeckens schließt sich das Tal des Wadis Bahr el-Ghazal an, dieser bildet einen Überlaufkanal des Sees aus, hin zur tiefsten Senke im Tschadbecken, der Bodélé-Depression. Dieser wird ab einem Pegel von 13 Metern über Seegrund geflutet, dies geschah zuletzt in den Jahren 1962 und 1964, als das Wasser 50 km weit in den Bahr el Ghazal vordrang.
Die seit den 1970er Jahren zu beobachtende Regression des Sees gipfelte Ende der 1990er Jahre. Die nicht mehr ständig von der offenen Wasserfläche des Sees bedeckten Gebiete bilden heutzutage ein großes Feuchtgebiet aus, das vom WWF als die Tschadsee-Überflutungssavanne bezeichnet wird. Dieses Gebiet steht seit 2008 als die Lake Chad Wetlands unter dem Schutz der Ramsar-Konvention, die größtenteils in Nigeria liegen und dort als Lake Chad Game Reserve (Tschadseewildtierreservat) bezeichnet werden. Es ist das erste geschützte grenzüberschreitende Feuchtgebiet von internationaler Bedeutung auf dem afrikanischen Kontinent.

## Geschichte
Die Geschichte des Tschadsees ist eng an die klimatischen Verhältnisse der Region gekoppelt, spiegelt aber auch die Klimageschichte der gesamten Erde wider. So konnte eine Ausdehnung des Sees von fast 2 Mio. km² vor ca. 50.000 Jahren festgestellt werden. Er dehnte sich vom Tibesti und Ennedi-Gebirge bis zur Zentralafrikanischen Schwelle aus. Der See trocknete im Zeitalter des Ogolien bzw. Kanemien bis vor ungefähr 22.000 Jahren komplett aus, das bis vor etwa 12.000 Jahren andauern sollte. Danach brach die humide Phase des ersten Nigéro-Tschadien an, in der der See eine Tiefe von 15 Metern erreichte, bevor er vor 11.000 Jahren wieder abtrocknete. Im Nigéro-Tschadien II, vor 9000 Jahren, konnte sich der See regenerieren und erreichte eine Wassertiefe von 38 Metern, bevor er sich auf eine der heutigen Ausdehnung vergleichbare Größe reduzierte.

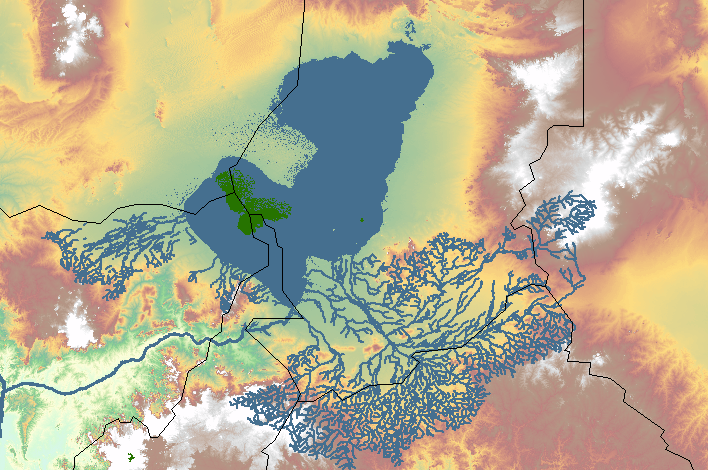
Der Mega-Tschad um 5000 v. Chr. (blau) und die heutige Ausdehnung (grün)

Die bislang größte Ausdehnung während des Zeitalters der Nigéro-Tschadien erreichte der See unter Einbeziehung der deutlich tiefer gelegenen Bodélé-Depression als Mega-Tschad zwischen 6000 und 4000 Jahren vor heute. Er erreichte eine mittlere Wassertiefe von etwa 65 Metern und eine Ausdehnung von etwa 360.000 km². Der Abfluss aus dem Mega-Tschad erfolgte bei etwa 325 Meter Meereshöhe südwestlich der am Logone gelegenen Stadt Bongor. Über den Mayo Kébbi ergoss sich seinerzeit das überschüssige Seewasser in den Benue und den Niger und hatte so eine Verbindung zum Atlantik. Das isolierte Vorkommen Afrikanischer Manatis in den Zuläufen des Tschadsees belegt diese Verbindung.
Nach dieser maximalen Ausdehnung reduzierte sich seine Wasseroberfläche auf 60.000 km² vor 2000 Jahren und 36.000 km² vor 1000 Jahren. Die geringste bislang belegbare Größe erreichte der Tschadsee im Jahr 1908, als er bis auf ein paar Feuchtgebiete im nördlichen und südlichen Bassin eintrocknete. Danach regenerierte er sich auf eine Größe von 22.900 bis 25.000 km² im Jahr 1963. Anfang der 1970er Jahre begann eine Reihe von Trockenperioden, in denen der See immer weiter schrumpfte, bis auf maximal 4000 km² im Jahr 2001. Im Jahr 2008 hatte er eine minimale Ausdehnung von 30 mal 40 km an der Mündung des Schari, was einer offenen Wasserfläche von 2500 km² entsprach.

## Hydrologie
Das Wassereinzugsgebiet des Tschadsees hat eine Größe von etwa 967.000 km² und wird von der Tschadseebecken-Kommission als konventionelles Bassin bezeichnet. Zwischen 80 und 90 Prozent seines Wassers erhält der See aus den Zuflüssen des Schari (frz. Chari) und des bei N’Djamena in den Schari mündenden Logone. Weniger als zehn Prozent des Zulaufs stammen aus nigerianischen Flüssen und den lokalen Niederschlägen. In erster Linie handelt es sich dabei um den Komadugu Yobe und den El Beid. Von geringerer Bedeutung sind der Ngadda und Yedseram, jedoch erreichen die meisten nigerianischen Flüsse, außer dem El Beid, seit den großen Trockenperioden der 1960er bis 1980er Jahre nicht mehr die offenen Wasserflächen des kleinen Tschadsees. Alle diese Flüsse führen ganzjährig Wasser, unterliegen jedoch jahreszeitlichen Pegelschwankungen. Die regionalen Niederschläge fallen in den Monaten Juni bis September. Sie werden gesteuert von der Intensität des westafrikanischen Monsunsystems. Es fallen lediglich zwischen 250 und 450 mm Niederschlag pro Jahr in der Region des Tschadsees. Der See wird im Allgemeinen als ein typischer Vertreter der Süßwasserseen des Sahel beschrieben, diese zeichnen sich durch ihre sehr geringe Salinität aus.
Somit ist der Wasserhaushalt des Tschadsees ganz wesentlich von den Niederschlägen im gemeinsamen, rund 800 km weit entfernten Einzugsgebiet von Schari und Logone abhängig. Im Rhythmus der Regenzeiten schwankt der Wasserspiegel des Sees und überschwemmt kilometerweise flaches Land oder zieht sich entsprechend zurück. Bei der geringen Tiefe (in großen Bereichen des Sees beträgt sie weniger als einen Meter, an den tiefsten Stellen kaum mehr als fünf) und der hohen Verdunstungsrate verlagern sich seine Ufer ständig. Die durchschnittliche Verdunstungsrate unterscheidet sich dabei regional, im südlichen Seebecken beträgt sie ca. 2022 mm/Jahr, im Bereich des Archipelagos 1952 mm/Jahr und im nördlichen Seebecken ca. 2365 mm/Jahr für den Zeitraum von 1900 bis 2010. Diese hohen Verdunstungsraten machen ca. 95 % des natürlichen Wasserverlustes des Sees aus, die restlichen 5 % versickern im Seeboden und füllen die regionale Aquifere auf.
Aufgrund steigender Bevölkerungszahlen kam es auch verstärkt zu Wassernutzung und -entnahme aus dem See und seinen Zuflüssen (Trinkwasser, Landwirtschaft). Als die vom Schari beförderte durchschnittliche jährliche Wassermenge von 42 km³ sich in der Periode von 1954 bis 1969 auf 21,1 km³ in der Periode von 1988 bis 2010 reduzierte, verringerte sich seine durchschnittlich mit Wasser bedeckte Oberfläche drastisch. Die Regression nahm durch die Dürren der 1970er Jahre sogar dramatische Ausmaße an. Das nördliche Seebecken trocknete komplett aus; im Süden verblieb eine geringe Wasserfläche. Nigeria verlor seinen Anteil an der offenen Wasserfläche vollständig. Neue Ansiedlungen auf trockengefallenem Seegrund entstanden in allen oben genannten Staaten, da die freiwerdenden Flächen sehr fruchtbar sind und sich somit gut für die Landwirtschaft nutzen lassen. In einigen Fällen mussten sie zum Teil wieder aufgegeben werden, nachdem sich durch Zunahme der Niederschläge die Uferlinien der Flachwasserbereiche gegenläufig verlagerten. Ob diese seit 1998 zu beobachtende Transgression künftig anhalten wird, ist ungewiss. Zu befürchten ist dagegen die zunehmende Austrocknung des Tschadsees wegen Niederschlagsschwankungen / Niederschlagsabnahme aufgrund des Klimawandels. Es gibt Überlegungen, Wasser aus dem in den Kongo mündenden Ubangi über einen Kanal dem Chari und somit dem Tschadsee zuzuführen. Diese Pläne werden von Umweltschutzorganisationen kritisch gesehen (Verdrängung einheimischer Tier- und Pflanzenarten).

## Ökologie
Um die Ökologie des derzeitigen Tschadsees zu verstehen, ist es angebracht, den See mit seinen sehr stark veränderlichen Küstenlinien zu betrachten. Sein Wasserspiegel schwankt dabei nicht nur jahreszeitlich, sondern auch zwischen den Jahren. Der Zeitraum des Niedrigwassers liegt in den Monaten Mai/Juni. Mit dem Eintreffen der sommerlichen Monsunniederschläge beginnt der See sich auszudehnen. Die Flutsaison in seinen Zuflüssen erreichen den See im Oktober/November, so dass der See im Dezember/Januar seine Wasserhöchstmarke erreicht, um anschließend wieder zu schrumpfen. Der See überflutet jährlich eine mehrere tausend Quadratkilometer große Fläche. 1998 betrug die minimale Größe des Sees etwa 1750 km², seine maximale Ausdehnung jedoch etwa 6000 km². 2001 schwankte die Wasseroberfläche zwischen 4000 km² und 19.000 km².
Die Wasserbedeckung im nördlichen Bassin hängt hauptsächlich vom Zufluss des Komadugu Yobe und Ngadda ab, der ungefähr 0,5 bis 0,8 km³ jährlich beträgt. In wasserreichen Jahren kann das nördliche Bassin auf bis zu 6000 km² anwachsen, in wasserarmen Jahren liegt es jedoch trocken. 
Der Anteil der freien Wasseroberfläche beträgt typisch nur um die 38 % der Gesamtfläche. Die übrigen 62 % sind bewachsen, von Inseln durchsetzt und werden als Archipelag bezeichnet. 
Da die Wassertiefe der freien Wasseroberfläche im Durchschnitt nur ein bis drei Meter beträgt und große Teile des Sees mit Inseln und Riedgras bedeckt sind, ist der Tschadsee hydro- und ökologisch eher als Feuchtgebiet zu betrachten.
Der WWF bezeichnet den Tschadsee als Ökoregion der Lake Chad Flooded Savanna (dt.: Tschadsee-Feuchtgebiete, wörtlich Geflutete Savanne). Die Ausdehnung dieser Ökoregion beträgt etwa 19.000 km² und schließt die geographisch separierten Hadejia-Nguru-Feuchtgebiete mit ein. 
Eine weitere Besonderheit ist die vier- bis fünfmonatige Flutsaison in seinen Zuflüssen. Diese lange Flutsaison resultiert aus der vier- bis sechsmonatigen Monsunsaison im Quellgebiet und den ausgedehnten Feuchtgebieten des Schari/Logone/El Beid-Flusssystems. Diese Feuchtgebiete in der Massenya-Ebene, Ebene des Bahr Aouk/Salamat, Logoneebene/Toupouri-Senke und des Grand Yaeres haben zusammen eine Ausdehnung von etwa 80.000 bis 90.000 km². Sie nehmen einen Großteil des Monsunniederschlags am Oberlauf der Flüsse auf und geben das Wasser nur verzögert wieder ab. 
Die Ökologie der Feuchtgebiete trägt zu dem Algenreichtum des Tschadsees bei. Das periodische Überfluten und Abtrocknen der Ebenen begünstigt das Wachstum von Algen, Zoo- und Phytoplankton, von denen über 1000 Arten im See nachgewiesen wurden. Sie sind Nahrungsgrundlage der vielfältigen Fischfauna.

### Flora und Fauna
Die Angaben über die Fischfauna weichen teilweise voneinander ab. Die Tschadseebecken-Kommission gibt 176 im See lebende Fischarten an. Zu den im Tschadsee vorkommenden Fischarten zählen der Afrikanische Knochenzüngler (Heterotis niloticus), der Karpfenfisch Labeo coubie, die Geradsalmlerarten Citharinus citharus und Citharinus distichodoides, verschiedene Alestes-Arten, Welse aus den Gattungen Clarias, Schilbe und Synodontis, der Nilbarsch (Lates niloticus), Buntbarsche aus der Tilapia-Verwandtschaft, darunter Oreochromis niloticus und der Kugelfisch Tetraodon lineatus. Endemisch ist die Salmlerunterart Brycinus nurse dageti.
Die Bestände des Tschadsee gelten als überfischt. Die jährlichen Fangmengen hängen von Wasserstand und Ausdehnung des Sees ab. Zwischen 1972 und 1977 wurden jährliche Fangmengen von über 180.000 Tonnen angegeben. Diese sanken infolge der Trockenperioden und des sinkenden Pegels des Sees auf etwa 56.000 Tonnen Ende der 1980er Jahre und stiegen in den beiden folgenden Dekaden wieder bis auf etwa 120.000 Tonnen/Jahr an. Mit dem Fischfang werden jährlich etwa 23 Mio. US-Dollar erwirtschaftet. Fänge aus dem See werden auch auf den Märkten von Lagos und Abuja angeboten. Mit dem Ausbau der Landwirtschaft in der Region wird jedoch eine zunehmende alkalische Gewässerchemie und Eutrophierung beobachtet, was zu Algenblüten und zu Sauerstoffmangel im Seewasser führt und Teile der Seefauna bedroht.
Von der Avifauna sind etwa 372 Vogelarten nachgewiesen worden. Die Region des Tschadsees wurde von BirdLife International als Important Bird Area (IBA) ausgewiesen. Die Feuchtgebiete des Sees haben eine besondere Bedeutung für die Zugvögel aus der nördlichen Hemisphäre, die die Feuchtgebiete als Rast- und Überwinterungsquartier nutzen. So kommen in den Feuchtgebieten saisonal unter anderen der Kampfläufer (Philomachus pugnax), die Witwenpfeifgans (Dendrocygna viduata), die Knäkente (Anas querquedula) und die Spießente (Anas acuta) vor. Residente Vogelarten sind zum Beispiel die Tschadpirine (Prinia fluviatilis), Arabientrappe (Ardeotis arabs), Graukopfmöwe (Chroicocephalus cirrocephalus, Syn. Larus cirrocephalus) und Höckerglanzgans (Sarkidiornis melanotos). Statistische Erhebungen, die auf Zählungen aus dem Jahr 1984 beruhen, ergaben, dass 61.900 Entenvögel (Anatidae) die Ökoregion des Tschadsees regelmäßig besuchen.
Im See und seinen Feuchtgebieten kommen unter anderem das Nilkrokodil (Crocodylus niloticus), Flusspferde (Hippopotamus amphibius) und Fleckenhalsotter (Hydrictis maculicollis; Syn.: Lutra maculicollis) vor, in den Uferregionen Antilopen, das Sitatunga (Tragelaphus spekii), Afrikanische Elefanten (Loxodonta africana) und Primaten wie der Husarenaffe (Erythrocebus patas) und Tantalus-Grünmeerkatzen (Chlorocebus tantalus). Ein domestiziertes und speziell auf die Lebensbedingungen in den Feuchtgebieten des Tschadsees angepasstes Rindvieh ist das Kuri-Rind, dessen Taxonomie in der Vergangenheit Rätsel aufgab. Neueren genetischen Untersuchungen zufolge entstammt es aus Züchtungen des ostafrikanischen Watussirindes und belegt damit die Migrationsgeschichte bzw. die Handelskontakte der Tschadseevölker.

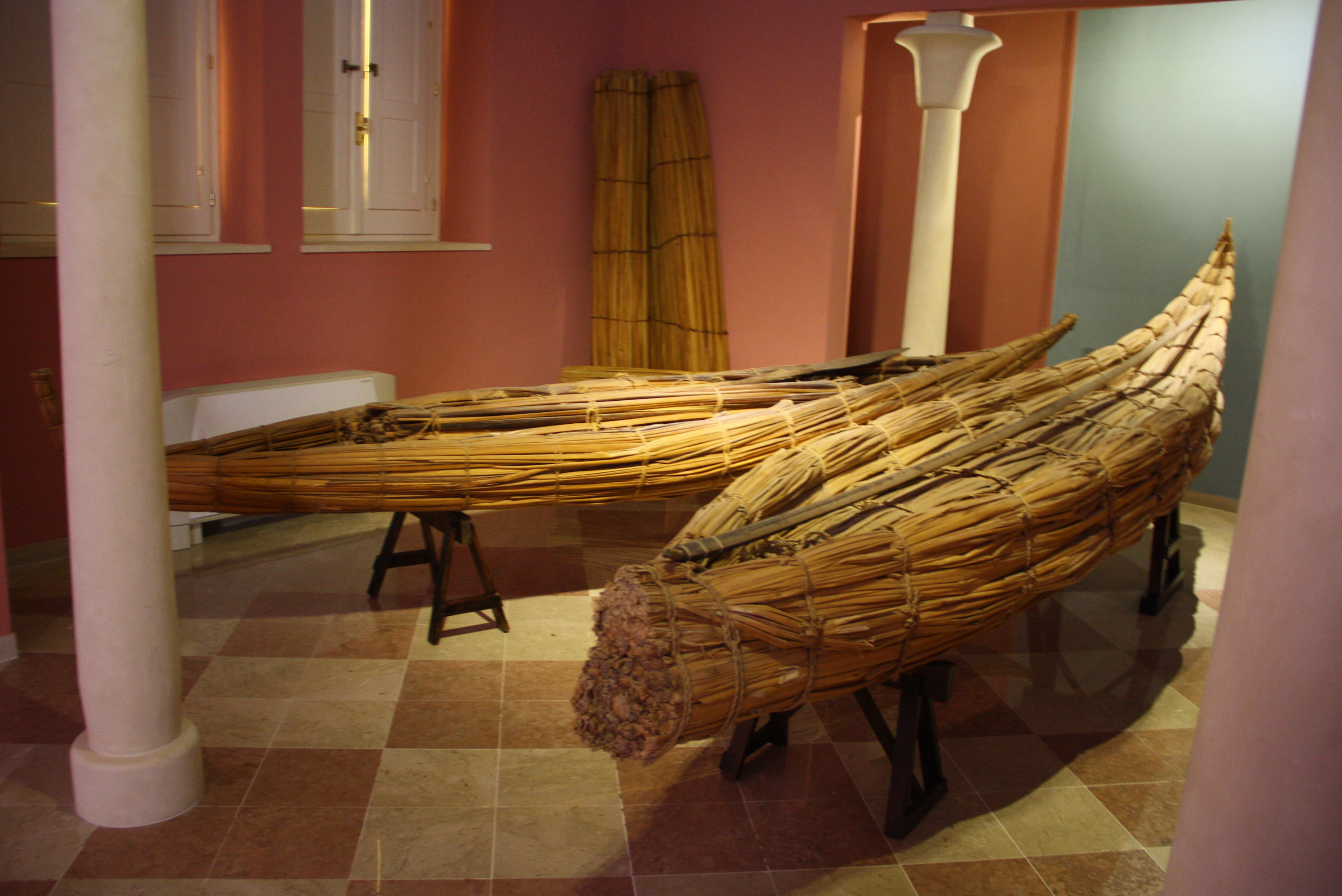
Schilfboote vom Tschadsee

Die Flora in der Vegetationszone des südlichen Seebeckens wird bestimmt durch große Flächen, die mit dem echten Papyrus (Cyperus papyrus), dem Phragmites mauritianus, der Vossia cuspidata und anderen Sumpfpflanzen bedeckt sind. Auf den offenen Wasserflächen schwimmt der Wassersalat (Pistia stratiotes) und bedeckt ein großes Gebiet des Sees. Im Bereich des nördlichen Seebeckens dominieren das Schilfrohr (Phragmites australis) und der Rohrkolben Typha domingensis die Vegetation. Die Pflanzen wie der Papyrus haben auch eine bedeutende wirtschaftliche Bedeutung. Dieser wird von den Buduma (Yedina) zum Bau ihrer Schilfboote verwendet. Thor Heyerdahl nutzte das Wissen dreier Buduma-Schilfbootbauer zum Bau der Ra I, die im Jahr 1969 5000 km über den Atlantischen Ozean segeln sollte.
Saisonal entsteht in der südlichen Uferregion des Sees die Yaérés-Vegetation. Diese wird dominiert von den Gräsern Echinochloa pyramidalis, Vetiveria nigritana, Oryza longistaminata und Hyparrhenia rufa. Die Yaéré-Vegetation stirbt in der Trockensaison ab. Die feuchteren Zonen des Yaérés werden als die Karal- oder Firki-Ebenen bezeichnet. Die Baumbestände in diesen Ebenen werden größtenteils durch die Seyal-Akazie (Acacia seyal) und die Duftende Akazie (Acacia nilotica) gebildet. Der Pflanzenbewuchs der Savanne besteht aus bis zu 2 bis 3 Meter hohen Kräutern und Gräsern wie den Caperonia palustris, Echinochloa colona, Hibiscus asper, Hygrophila auriculata und Schoenfeldia gracilis.

## Forschungsgeschichte zum Tschadsee

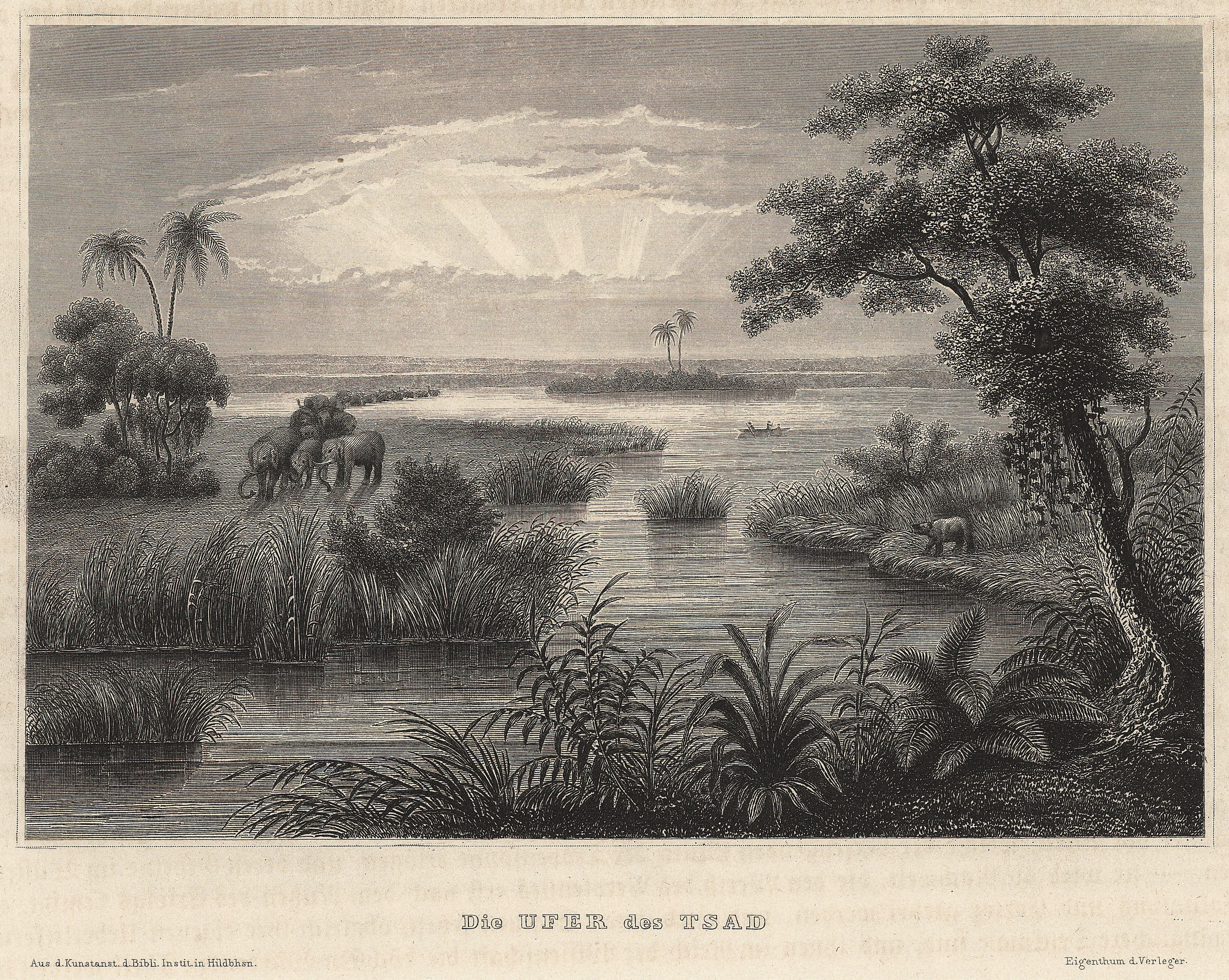
Der Tschadsee Mitte des 19. Jh.

In der Nähe seines Ufers fanden Archäologen die ältesten Keramikfunde Westafrikas und bei Konduga in Nordost-Nigeria einen Einbaum, dessen Alter auf achttausend Jahre datiert wird. Die damals den See umgebende Landschaft mit einem feuchteren und kühleren Klima als heute, eine von zahlreichen Zuflüssen durchzogene Savanne, bot den dort lebenden Menschen reichlich Nahrungsressourcen und wurde früh besiedelt. Mehrere langandauernde Regressionsphasen und schwächere Transgressionen sind an einstigen Strandwällen ablesbar, die nach geomorphologischen Untersuchungen und nach Auswertung von Satellitenfotos kartiert wurden. Jenseits des weiten Strandwallsystems, des Bama und Ngelewa Beach Ridges, entstanden weitläufige Lagunenlandschaften mit lehmhaltigen dunklen Vertisolen. Ab 1800 v. Chr. drangen zunehmend Menschen in die einstigen Lagunengebiete vor, wo Ansiedlungen auf den überschwemmungsfreien sandigen Inseln in der Lehmebene begründet wurden. Auf der lokalen Ebene der südwestlich des Sees gelegenen Gebiet der Firki-Ebenen markiert die Gajiganna-Kultur den Beginn der holozänen Besiedlung nach den früh- und mittelholozänen Hochwasserständen des Tschadsees. Der bekannteste Ausgrabungsort dieser frühen Kultur Westafrikas ist Zilum, dieser wies bereits in der Spätphase der Gajiganna-Kultur protourbane Züge auf, wie Wassergräben und Wallanlagen. Andere Ausgrabungsorte dieser Kultur sind Kursakata, Mege und Ngala. Die archäologischen Zeugnisse der Gajiganna-Kultur sind zumeist einfache Tonfiguren von Menschen und Tieren sowie Tongefäße mit einfachen Verzierungen wie Abdrücken von Mattengeflechten. Nach dem vierten Jahrhundert vor Christus sind keine Zeugnisse dieser Kultur mehr bekannt. Mit dieser Kultur konnte der Übergang von einer Gesellschaft von Jägern und Sammlern zu Nahrungsproduzenten in den Savannen West-/Zentralafrikas dokumentiert werden.
Die Besiedlung der Tschadseeregion setzte sich fort. Vor ungefähr 2000 Jahren tauchten die ersten archäologischen Zeugnisse von Menschen, die Eisenobjekte produzierten und gebrauchten, südlich des Tschadsees auf. Die Eisenzeit bricht ab dieser Zeit in dieser Region des Tschadsees an. Ein bekannter Ausgrabungsort dieses Zeitabschnitts ist Mdaga. In diesem Zeitraum wird auch der Beginn des Transsaharahandels vermutet, in der die Region des Tschadsees eine wichtige Endstation auf der Route zwischen Tripolis, dem Fessan und dem Kaouar-Tal gespielt haben soll. Hinweise zu einem solchen Handel finden sich bei Herodot und Claudius Ptolemäus; letzterer berichtet über ein Land Agisymba im 2. Jahrhundert, wobei bis heute umstritten ist, wo sich dieses Land eigentlich befand. Die nächste archäologisch belegbare Kultur in der Region des Tschadsees findet sich ab dem sechsten nachchristlichen Jahrhundert mit dem Erscheinen der Sao-Kultur. Belegbar ist die Sao-Kultur bis in das 17. Jahrhundert. Typisch für diese Kultur ist die Produktion von großen Urnen und kleinen Terrakottafiguren.
Laut der allgemein akzeptierten Geschichtsforschung wanderten im 7. Jahrhundert nomadisierende Zaghawa in die heutige Region Kanem, nordöstlich des Tschadsee gelegen, ein. Sie gelten als die Begründer des Reiches von Kanem, dessen mythischer Gründervater Sef (arabisch: Saif) war, jedoch liegen die genauen Umstände der Reichsgründung weitestgehend im Dunkeln. Laut der Immigrationstheorie des Bayreuther Dierk Lange sollen Flüchtlinge des im 6. Jahrhundert vor Christus untergegangenen Assyrischen Weltreiches die Region des Tschadsees um 600 v. Chr. erreicht haben und maßgeblichen Einfluss auf die Kulturen der Region genommen haben. Laut dieser Theorie sollen die Assyrer die eigentlichen Gründerväter des Reiches gewesen sein, jedoch gilt diese Theorie als hochspekulativ, da bislang keine archäologischen und kulturhistorische Nachweise erbracht wurden. Nachweisen lässt sich die frühe Islamisierung der Region um den See im 10./11. Jahrhundert, durch die Machtübernahme der Sayfawa-Dynastie im Reich Kanem.
Erste schriftliche Berichte über die Region des Tschadsees finden sich bei al-Yaqubi in seinem Ende des 9. Jahrhunderts erschienenen Kitaab al-Buldaan (Geographie der Welt oder Buch der Länder), in welchem er von dem Lande Kanim berichtet, jedoch ohne Erwähnung des Tschadsees. Über den Tschadsee finden sich erst im 11. Jahrhundert Informationen bei Abū ʿUbaid al-Bakrī. Deshalb kann man erst seit dieser Zeit geographisch eindeutig zwischen Kanem, östlich, und Bornu, westlich des Tschadsees, unterscheiden. Er berichtet außerdem von großen Moscheen sowie Oasen und gibt über einzelne Volksgruppen Auskunft. Er nimmt jedoch an, dass der Niger und der Tschadsee Teil des Nil-Flusssystems sind. Eine weitere Quelle ist Ibn Saìd, ein in Granada/Spanien geborener muslimischer Kartograph. Er berichtet vom Kuuri-See, der Teil des Wasserlaufs des Nils von Ghana bis Ägypten ist. Er berichtet weiterhin, die Kanimis navigieren über den See und die südlichen Seeanwohner, die Sao, verschmähen Menschenfleisch nicht, während die Bewohner von Kanimis gute Muslime seien. Andere arabische Quellen sind von Al-Dimashqi (1256–1327) aus Damaskus und Abu`l-Fida (1273 bis 1331), ebenfalls aus Damaskus, bekannt.
Die erste europäische Erwähnung des Tschadsees finden sich bei Leo Africanus, der die Region im Jahre 1513 bereiste und von einem Lande Shary und dem See von Gaoga in seinem Werk Descrittione dell’Africa berichtet. Weitere Quellen finden sich im Enzyklopädie L’Universale Fabrica, niedergeschrieben von Giovanni Lorenzo Anania, dieser beschreibt den Rio Negro, den Niger, und den Lago di Sauo, den Tschadsee. Dieses Werk erschien zwischen 1571 und 1592 in mehreren Bänden und diente bis ins 19. Jahrhundert zahlreichen Kartographen als Quellliteratur für die Beschreibung der Region.
Da das subsaharische Afrika bis ins 19. Jahrhundert eine Art Terra incognita für den europäischen Kulturraum darstellte, sind dies die einzigen Quellen über die Region des Tschadsees vom Mittelalter bis in die Zeit der Renaissance. Die ersten neuzeitlichen Berichte stammen von dem Deutschen Friedrich Konrad Hornemann, der die Region im Jahre 1800 in britischem Auftrag bereiste; weitere Berichte stammen von Denham, Clapperton und Oudney aus dem Jahre 1822. Die wohl bekanntesten Reiseberichte, in denen der Tschadsee erwähnt wurde, stammen von Heinrich Barth, Adolf Overweg und Gustav Nachtigal.

## Bildergalerie

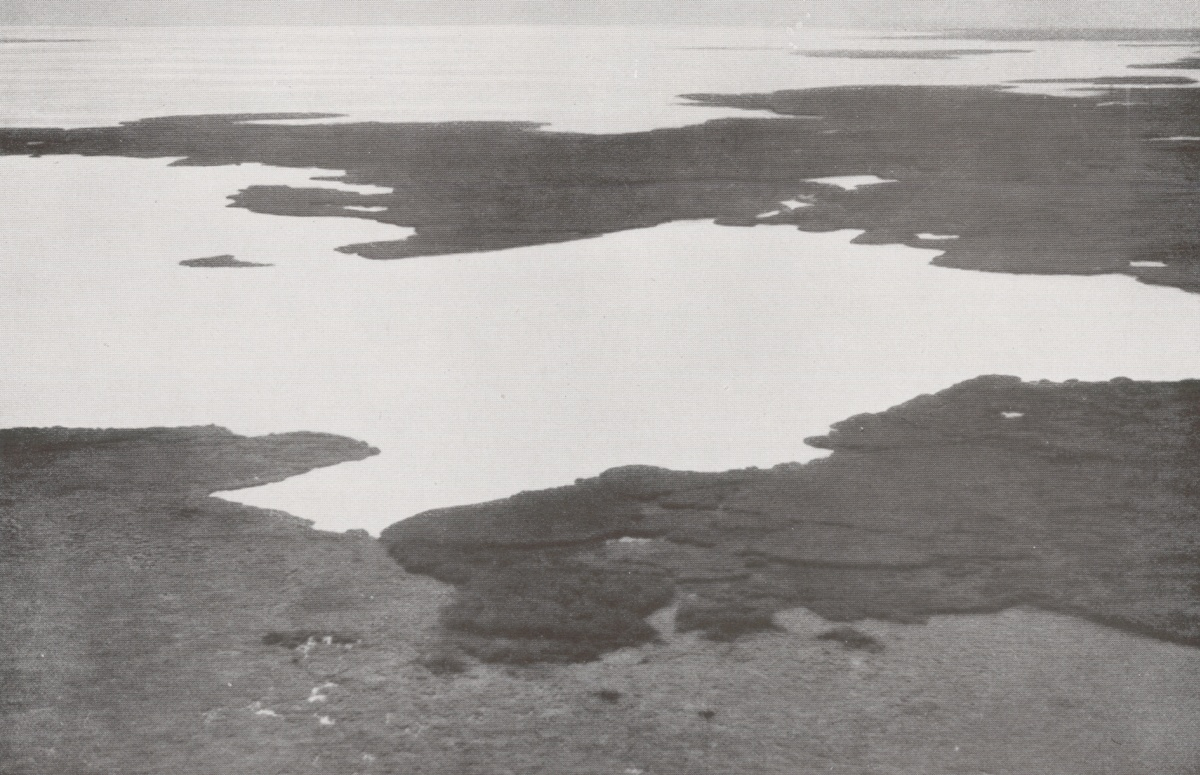
Luftbild von Walter Mittelholzer, Dezember 1930
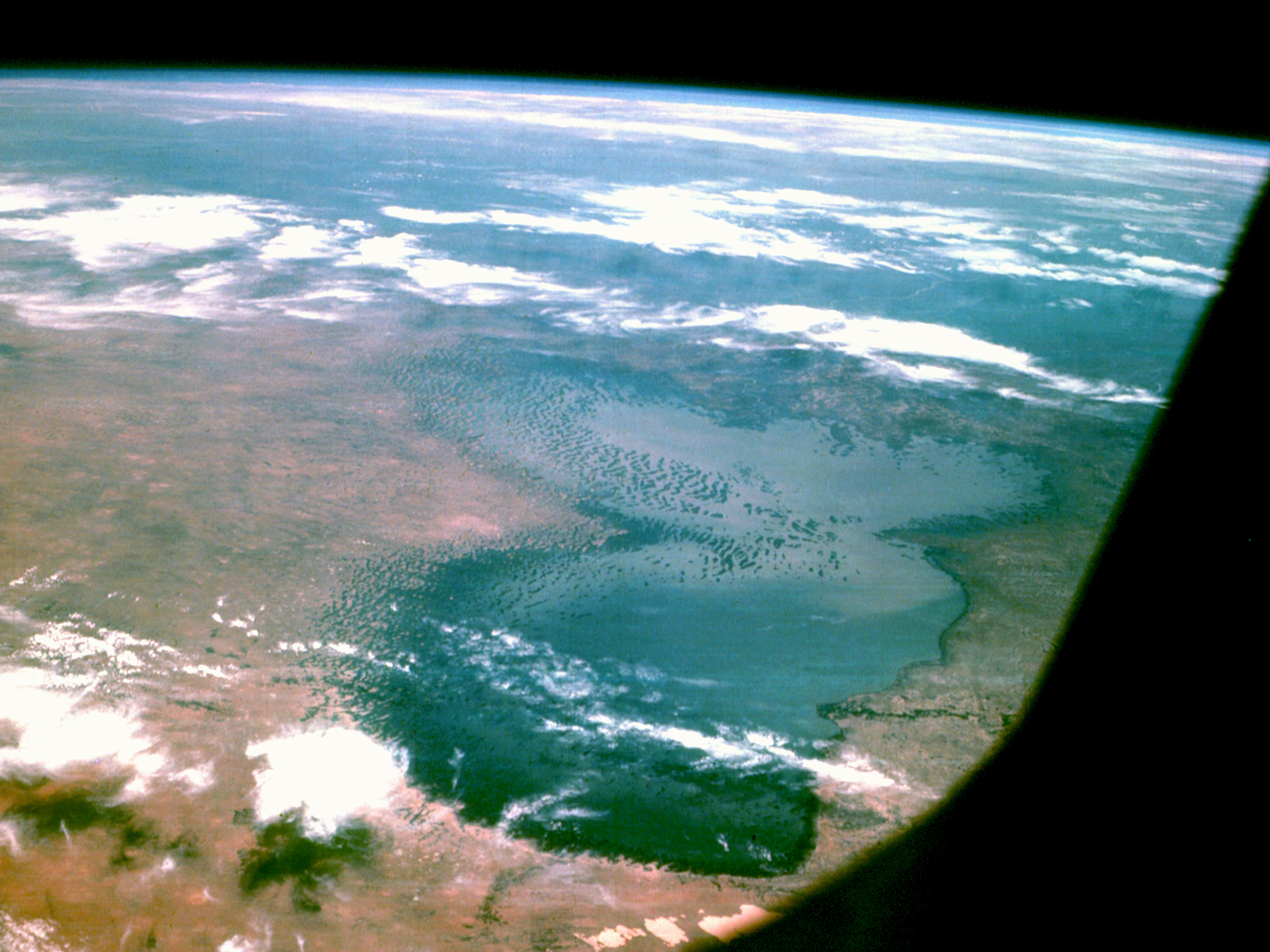
Aufnahme von Apollo 7, Oktober 1968